# To Aru Hikūshi e no Tsuioku
To Aru Hikūshi e no Tsuioku (jap. とある飛空士への追憶, dt. „Erinnerungen für einen gewissen Piloten“) ist ein Roman aus dem Jahr 2008 des Autors Koroku Inumura, der 2011 auch als Anime-Film, mit dem englischen Untertitel The Princess and The Pilot, adaptiert wurde.

## Handlung

### Vorgeschichte
Handlungsort der Geschichte ist eine fiktive Welt mit einem 12.000 km breiten Ozean, durch den sich mittig ein 1,3 km hoher Wasserfall zieht, der den westlichen Kontinent mit dem an Spanien/Portugal angelehnten „Heiligen Kaiserreich Levamme“ (神聖レヴァーム皇国, Shinsei Revāmu Teikoku) vom östlichen Kontinent mit dem an Japan angelehnten „Kaisertum Amatsukami“ (帝政天ツ上, Teisei Amatsukami) trennt. Da aufgrund des Wasserfalls Schiffe keine große Bedeutung erlangten, sind diese im Wesentlichen durch Flugzeuge ersetzt, einschließlich Kriegsschiffen und Flugzeugträgern die ebenfalls fliegende gleich große Gegenstücke besitzen.
60 Jahre vor Einsetzen der Handlung eroberte Levamme die Halbinsel San Maltilia (サン・マルティリア, San Marutiria), die seitdem eine von der Familie del Moral regierte Enklave innerhalb des von Amatsukami beherrschtem Gebiets darstellt. Die früheren Einwohner von Amatsukami gelten dabei als Bürger 2. Klasse bzw. werden auf dieselbe Stufe gestellt wie Tiere.

### Handlung
Eines Nachts startet Amatsukami einen Überraschungsangriff auf das Anwesen der del Morals mit dem Ziel, einen Anschlag auf den Herzog und dessen Tochter Juana del Moral (ファナ・デル・モラル, Fana deru Moraru), die mit dem Kronprinzen Carlo Levamme (カルロ・レヴァーム, Karuro Revāmu) verlobt wurde, zu verüben, bei dem der Herzog umkommt. Ebenfalls überraschend für die militärische Führung Levammes ist, dass das als primitiv angesehene Amatsukami, die letzten 60 Jahre dazu genutzt hat, um mit der Shinden (真電) ein in allen Belangen weit überlegenes Jagdflugzeug zu entwickeln. Der Kronprinz stellt daraufhin eine eigene Luftflotte auf, um Juana heimzuholen. Zwei Wochen später wird Charles Karino (狩乃 シャルル, Karino Sharuru), der beste Pilot der Verteidiger von San Maltilia, mit einer „Operation Möwe“ genannten Geheimmission betraut: Die Luftflotte wurde vollständig vernichtet, was bei Bekanntwerden das Ansehen des Kronprinzen beschädigen und der Kriegsmüdigkeit Auftrieb geben würde. Daher soll er, obwohl er als Mischling am gesellschaftlich unteren Ende steht, die zukünftige Kaiserin Juana in einem einzelnen Zweisitzer tausende Kilometer durch feindliches Gebiet nach Levamme fliegen, wo sie von einem Kriegsschiff in Empfang genommen wird, das als heldenhafter letzter Überlebender der Luftflotte ausgegeben werden soll. Dafür wird ihm das neueste Aufklärungs-Wasserflugzeug Santa Cruz gegeben. Charles nimmt die Mission an, nicht wegen der Belohnung, die ihm versprochen wird, sondern weil er Juana helfen will, die er noch aus Kindestagen kennt, da seine Amatsukami-Mutter als Dienstmädchen bei den del Morals arbeitete und die junge Juana ihn trotz ihrer Standesunterschiede als einzige wie eine Person behandelte.
Am nächsten Tag hebt er mit Juana ab, während seine Kameraden einen Ablenkungsangriff auf einen nahegelegenen Luftstützpunkt Amatsukamis fliegen. Nach einiger Zeit treffen sie auf eine feindliche Luftflotte und während der Nacht, während der er die Metallhydridbatterie mit Meerwasser auflädt, finden sie erneut feindliche Luftschiffe, die das Meer mit Suchscheinwerfern absuchen. Charles vermutet, dass Amatsukami die militärischen Verschlüsselungscodes Levammes geknackt hat, weiß aber, dass das Militär eine derartige Geheimmission wie die seine niemals übertragen würde, selbst nicht über verschlüsselte Kanäle. Juana erzählt ihm, dass der Kronprinz ihr regelmäßig über die militärischen Telegrafen Liebesbriefe zukommen lässt und der letzte detailliert auf fünf Seiten seine Sorgen um ihr Wohlbefinden mit Beschreibung der Mission enthielt. Anderseits taut aber Juana ihm gegenüber langsam auf. Nachdem sie am zweiten Tag erneut weiteren Patrouillen ausweichen konnten, werden sie am dritten Tag im vermeintlichen Schutz von Gewitterwolken von einer feindlichen Flotte umzingelt. Charles gelingt es, einen feindlichen Zerstörer mit einem geschickten Manöver durch dessen eigene zielsuchende „Lufttorpedos“ (Raketen) auszuschalten, wird danach aber von 14 Shinden angegriffen. Da er durch Berührung mit dem Wasser jederzeit seine Batterien aufladen kann, sieht er seine einzige Chance auf Überleben darin, die Shinden zum Aufgeben zu bringen, in dem er sie möglichst weit vom Träger weglockt. Im Kugelhagel verletzt, kann er nur durch Juanas Zureden knapp bei Bewusstsein bleiben, bevor die Shinden aufgeben und sie den großen Wasserfall und schließlich eine nahegelegene Inselgruppe erreichen. Auf der Insel entscheidet sich Juana, sich zu ändern und ihre selbstgewählte Passivität aufzugeben sowie nicht mehr nur das zu tun, was andere von ihr erwarten, und schneidet als Neubeginn ihre Haare ab. Als Charles von seiner Kindheit erzählt, erfährt sie, dass das Amatsukami-Dienstmädchen, das ihr als Kind die nötige Geborgenheit gab und dafür schließlich entlassen wurde, seine Mutter war. Juana bietet ihm an, mit ihr auf der Insel zusammenzuleben, was Charles jedoch aus Pflichtgefühl ablehnt, und versucht erfolglos, ihn dazu zu bringen, mit ihr zu tanzen. Schließlich brechen beide auf und werden kurz darauf von einer weiteren Patrouille gestellt. Nachdem es ihm gelingt, deren Formation mehrmals auszumanövrieren, bietet deren Anführer Takeo Chijiwa (千々石 武夫, Chijiwa Takeo) ihm einen Zweikampf an, wobei Charles dessen Maschine als jene erkennt, die für seinen einzigen Abschuss verantwortlich war. Im Verlauf des Duells stellt sich Chijiwa bei jeder Gelegenheit als überlegener Pilot heraus. Als er sich zum Abschuss hinter Charles setzt, ist er jedoch für einen kurzen Augenblick von Juanas Anblick betört, was diese dazu nutzt, um das Bord-MG abzufeuern, woraufhin sich Chijiwa mit beschädigten Tragflächen zurückziehen muss. Am nächsten Tag haben sie schließlich das Rendezvous mit dem Levamme-Schlachtluftschiff El Bastel, das Juana zur Hauptstadt bringen soll. Juana versucht erneut, ihn zu überzeugen, mit ihr mitzukommen, was Charles mit der Begründung ablehnt, dass er seine Kameraden nicht im Stich lassen könne. Als ein Beiboot des Schlachtschiffs sie erreicht, um Charles mit Abscheu seine fünf Kilogramm Goldpulver als Belohnung zu geben, zerren sie Juana weg, die verzweifelt bittet, ihn mitzunehmen. Nachdem Juana außer Blickweite ist und er abgehoben hat, fasst er den Entschluss, sich ordentlich von ihr zu verabschieden und umfliegt das Luftschiff. Juana eilt an das Oberdeck und Charles beginnt zum Abschied mit seinem Flugzeug in der Luft zu tanzen, während er das Gold in der Luft verstreut.

### Epilog
Die Originalfassung des Romans schließt mit der Feststellung, dass Juana letztendlich als Kaiserin für eine Versöhnung zwischen beiden Nationen sorgte, während das weitere Schicksals Charles’ im Dunklen blieb und beide sich wohl nie wieder sahen.
In der Neuausgabe wird wiederum beschrieben, dass Carlo nach kurzer Herrschaft entmachtet wurde und Juana als Konsulin in Levamme die Regentschaft übernahm, die Klassen- und Rassentrennung aufhob, einen Waffenstillstand und dann Frieden mit Amatsukami schloss.

## Veröffentlichung
Geschrieben wurde der Roman von Koroku Inumura, der nach diversen Video- und Rollenspieladaptionen 2007 mit Leviathan no Koibito seinen ersten eigenen Roman veröffentlichte. To Aru Hikūshi e no Tsuioku erschien am 19. Februar 2008, ISBN 978-4-09-451052-2 bei Shōgakukans Light-Novel-Imprint Gagaga Bunko im Bunkoban-Format (DIN A6, 15 × 13 cm) mit Illustrationen von Haruyuki Morisawa. Beim jährlichen Ranking des Verlags Takarajimasha Kono Light Novel ga Sugoi! 2009 kam das Buch auf den 10. Platz und beim von der japanischen Buchindustrie gesponserten Hochschulpublikumspreis Daigaku Dokushojin Taishō auf Platz 2.
Als Inspiration zum Werk dienten Inumura die Filme Ein Herz und eine Krone (Roman Holiday) und Das Schloss im Himmel (Tenkū no Shiro Laputa).
Aufgrund des Erfolgs folgten weitere Romane, die in derselben Welt spielen, aber jeweils andere Hauptfiguren besitzen:
- To Aru Hikūshi e no Koiuta (とある飛空士への恋歌), 2009–2011, 5 Bände, 2014 als Anime-Serie adaptiert
- To Aru Hikūshi e no Yasōkyoku (とある飛空士への夜想曲), 2011, 2 Bände
- To Aru Hikūshi e no Seiyaku (とある飛空士への誓約), 2012–2015, 9 Bände

Kurz vor der Veröffentlichung des Kinofilms erfolgte am 14. August 2011 eine überarbeitete Neuausgabe ISBN 978-4-09-386309-4 von To Aru Hikūshi e no Tsuioku, wobei die auf eine jugendliche Zielgruppe abzielende Illustrationen im Manga-Stil entfernt wurden und ein neutraler Einband sowie das größere Shirokuban-Papierformat (19 × 13 cm) verwendet wurde. Zusätzlich wurde auch die Handlung in einzelnen Details geändert, vor allem um eine Überleitung zu den Folgeromanen herzustellen. Insbesondere der geänderte Epilog beschreibt das Setting, in dem der Nachfolger To Aru Hikūshi e no Koiuta spielt und in dem Juana als Regentin von Levamme und Charles als anonymer Pilot auftauchen. Zudem hatte die Figur des Gegenspielers von Charles, Chijiwa, im Originalroman keinen Vornamen, was ebenfalls in der Neuausgabe geändert wurde, da Chijiwa der Protagonist im dritten Teil To Aru Hikūshi e no Yasōkyoku ist.

## Adaptionen

### Kinofilm
Eine Umsetzung des Romans als Anime-Kinofilm wurde im Dezember 2009 angekündigt. Der vom Studio Madhouse adaptierte 99 Minuten lange Film kam am 1. Oktober 2011 in die japanischen Kinos. Regie führte Jun Shishido, während das Drehbuch von Satoko Okudera stammt. Das Character Design wurde von Hidenori Matsubara für den Anime angepasst und die Flugzeuge von Katsuya Yamada, der dafür Designs aus dem Zweiten Weltkrieg verwendete. So basiert die Santa Cruz auf der Nakajima A6M2-N mit Spitfire-Kabine, die Shinden von Amatsukami auf dem gleichnamigen realen Vorbild und die Jagdflugzeuge von Levamme, Aires II, als Mischung zwischen Spitfire und Bell P-39 Airacobra.
Die Musik wurde von Shirō Hamaguchi komponiert. Der Vorspanntitel Toki no Tsubasa (時の翼) wurde jedoch von Keiji Inai komponiert, von Ayako Ikeda getextet und von Seiko Niizuma gesungen, die auch eine kleine Sprechrolle als Charles’ Mutter hatte.
Der Film wurde in Japan am 24. Februar 2012 durch Bandai Visual auf DVD und Blu-ray veröffentlicht, Letzteres als normale und als limitierte Ausgabe. In den USA wurde er von NIS America lizenziert, die ihn am 14. Mai 2013 als The Princess and the Pilot mit englischen Untertiteln veröffentlichten. Im Mai 2014 wurde der Film ebenfalls von Manga Entertainment für das Vereinigte Königreich erworben und soll am 20. Oktober 2014 erscheinen.

#### Synchronisation
| Rolle           | japanischer Sprecher (Seiyū) |
| --------------- | ---------------------------- |
| Charles Karino  | Ryūnosuke Kamiki             |
| Juana del Moral | Seika Taketomi               |
| Takeo Chijiwa   | Takeshi Tomizawa             |
| Carlo Levamme   | Daisuke Ono                  |

Für das damals 16-jährige Model und Schauspielerin Seika Taketomi und den Komiker Takeshi Tomizawa waren dies ihre ersten Synchronsprechrollen und für erstere ebenfalls ihre erste Hauptrolle in einem Kinofilm sowie bisher (Stand: August 2014) ihre einzige Rolle in einem Anime.

### Manga
Maiko Ogawa adaptierte den Roman als Manga, der in Shōgakukans Magazin Get the Sun von Ausgabe 9/2009 (12. August 2009) bis Ausgabe 3/2011 (12. Februar 2011) erschien. Die Kapitel wurden auch in vier Sammelbänden (Tankōbon) zusammengefasst:
1. 12. Januar 2010, ISBN 978-4-09-122089-9.
2. 11. Juni 2010, ISBN 978-4-09-122360-9.
3. 10. Dezember 2010, ISBN 978-4-09-122618-1.
4. 12. September 2011, ISBN 978-4-09-123138-3.

## Rezeption
Jonathan Clements und Helen McCarthy bewerten den Film in der The Anime Encyclopedia als:

“The animation, especially the aerial combat sequences, is nicely done and a rival to Sky Crawlers, the world is well realized in an understated, unfussy way, and the characterizations are touchingly good. Without flinching from the ugly face of racism the script doesn’t judge it; […]. Films about good people in bad circumstances are a dime a dozen, but this one neither preaches nor takes refuge in fantasy. Quality entertainment for grown-ups is rare: don’t miss it.”

„Die Animationen, insbesondere die Luftkampfsequenzen, sind schön gemacht und können es mit Sky Crawlers aufnehmen, die Welt ist gut umgesetzt in einer unauffälligen, schnörkellosen Art, und die Charakterisierungen sind rührend gut. Ohne vor der hässlichen Fratze des Rassismus zurückzuschrecken gibt das Drehbuch keine Wertung ab; […]. Filme über gute Menschen in schlechten Umständen gibt es wie Sand am Meer, aber dieser predigt weder, noch flüchtet er sich in Fantasy. Seltene Qualitätsunterhaltung für Erwachsene: nicht verpassen.“